# Бусдорф
Бусдорф (нем. Busdorf) — община в Германии, в земле Шлезвиг-Гольштейн. 
Входит в состав района Шлезвиг-Фленсбург. Подчиняется управлению Хаддеби.  Население составляет 2023 человека (на 31 декабря 2010 года). Занимает площадь 5,35 км².
На территории Бусдорфа находится археологический памятник — город викингов Хедебю.